# Maria do Carmo Silveira
Maria do Carmo Silveira, född 14 februari 1961, är en tomeansk politiker och ekonom. Hon var premiärminister i São Tomé och Príncipe från 8 juni 2005 till 21 april 2006. Hon var den andra kvinnan på posten.
Silveira har en ekonomiutbildning från universitetet i Donetsk i Ukraina och en Master i offentlig förvaltning från École nationale d’administration i Strasbourg och var ledare för centralbanken i São Tomé och Príncipe från 1999 till 2005 samt från 2011 till 2016.
Hon är medlem av landets socialdemokratiska parti (MLSTP-PSD) och ingick i partistyrelsen. Under sin regeringstid fokuserade hon på ekonomisk stabilitet med stöd från Internationella valutafonden och skrev ett samarbetsavtal med Angola om oljeutvinning.